# Равнобедренный треугольник

Равнобедренный треугольник

Равнобедренный треугольник —  треугольник, в котором две стороны имеют равную длину. Боковыми называются равные стороны, а третья сторона — основанием. Каждый правильный треугольник также является равнобедренным, но обратное утверждение неверно.

## Терминология
Угол, образованный боковыми сторонами, называется вершинным углом, а углы, одной из сторон которых является основание, называются углами при основании.
Евклид определил равнобедренный треугольник как треугольник, который имеет две равные стороны, но современная трактовка предпочитает определение, где треугольник имеет хотя бы две равные стороны, определяя таким образом равносторонний треугольник как частный случай равнобедренного.

## Симметрия
Треугольник с двумя равными сторонами имеет одну ось симметрии, которая проходит через вершинный угол и середину основания. Эта ось симметрии совпадает с биссектрисой вершинного угла, медианой, проведённой к основанию, высотой, проведённой из вершинного угла и с серединным перпендикуляром[уточнить].

## Свойства

Свойства равнобедренного треугольника

В равнобедренном треугольнике углы при основании равны. Также равны биссектрисы, медианы и высоты, проведённые из этих углов.
Биссектриса, медиана, высота и серединный перпендикуляр, проведённые к основанию, совпадают между собой. Центры вписанной и описанной окружностей лежат на этой линии.
Пусть a — длина равных боковых сторон, b — длина основания, h — высота к основанию, R — радиус описанной окружности, {\displaystyle \alpha } — углы при основании, {\displaystyle \beta } — угол между боковыми сторонами.
- {\displaystyle a={\frac {b}{2\cos \alpha }}} (следствие теоремы косинусов);
- {\displaystyle a^{2}=2Rh};
- {\displaystyle b=a{\sqrt {2(1-\cos \beta )}}} (следствие теоремы косинусов);
- {\displaystyle b=2a\sin {\frac {\beta }{2}}};
- {\displaystyle b=2a\cos \alpha } (теорема о проекциях);

Радиус вписанной окружности может быть выражен пятью способами в зависимости от того, какие два параметра равнобедренного треугольника известны:
- {\displaystyle r={\frac {b}{2}}{\sqrt {\frac {2a-b}{2a+b}}}}
- {\displaystyle r={\frac {bh}{b+{\sqrt {4h^{2}+b^{2}}}}}}
- {\displaystyle r={\frac {h}{1+{\frac {a}{\sqrt {a^{2}-h^{2}}}}}}}
- {\displaystyle r={\frac {b}{2}}\operatorname {tg} \left({\frac {\alpha }{2}}\right)}
- {\displaystyle r=a\cdot \cos(\alpha )\cdot \operatorname {tg} \left({\frac {\alpha }{2}}\right)}

Углы могут быть выражены следующими способами:
- {\displaystyle \alpha ={\frac {\pi -\beta }{2}};}
- {\displaystyle \beta =\pi -2\alpha ;}
- {\displaystyle \alpha =\arcsin {\frac {a}{2R}},\beta =\arcsin {\frac {b}{2R}}} (теорема синусов).
- Угол также может быть найден без {\displaystyle {\pi }} и {\displaystyle R}. Треугольник делится медианой пополам, и в полученных двух равных прямоугольных треугольниках вычисляются углы :

{\displaystyle y=\cos \alpha ={\frac {b}{c}},\arccos y=x}
Периметр равнобедренного треугольника находится следующими способами:
- {\displaystyle P=2a+b} (по определению);
- {\displaystyle P=2R(2\sin \alpha +\sin \beta )} (следствие теоремы синусов).

Площадь треугольника находится следующими способами:
{\displaystyle S={\frac {1}{2}}bh;}
{\displaystyle S={\frac {1}{2}}a^{2}\sin \beta ={\frac {1}{2}}ab\sin \alpha ={\frac {b^{2}}{4\tan {\frac {\beta }{2}}}};}
{\displaystyle S={\frac {1}{2}}b{\sqrt {\left(a+{\frac {1}{2}}b\right)\left(a-{\frac {1}{2}}b\right)}};}

###### Теорема Лемуса-Штейнера
Если две биссектрисы треугольника равны, то этот треугольник — равнобедренный.

Лемус, Штейнер, XIX в.

Доказан этот признак равнобедренного треугольника был только в XIX веке двумя математиками, Лемусом и Штейнером, которые обменивались письмами в течение нескольких лет.